# Eariodes bimaculata
Eariodes bimaculata là một loài bướm đêm trong họ Geometridae.